# Corneille Ewango
Corneille E.N. Ewango es un ecologista de origen congoleño, responsable del programa botánico de la reserva de fauna del Okapi en el República Democrática del Congo entre 1996 a 2003. Fue galardonado con el Premio Ambiental Goldman en 2005 por sus esfuerzos por proteger la Reserva de fauna de okapis en la selva tropical de Ituri durante la Conflicto de Ituri. La reserva, habitada tradicionalmente por los mbuti, alberga animales como okapis (que habitan sólo en esa región del mundo), elefantes y trece especies de primates. Ewango ha descubierto 270 especies de lianas y 600 especies del árbol en la zona.

## Vida y educación tempranas
Ewango creció en una familia de soldados, cazadores furtivos y pescadores. Pasó sus años ayudando a mantener a su familia, recolectando colmillos de elefante y carne de animales cazados por su padre y su tío. Corneille deseaba asistir a la universidad, por lo que decidió cazar elefantes para pagar los gastos de su educación.
Al principio quería ser doctor en medicina para poder servir a su pueblo, el cual carecía de atención médica moderna. Pero después de ser rechazado su ingreso en la carrera de medicina, comenzó a estudiar biología en la Universidad de Kisangani, donde complementó sus estudios con una práctica en la Sociedad de Conservación de Vida Silvestre. Al principio sus planes sobre estudiar botánica eran pasajeros, pues seguía con el deseo de estudiar medicina; sin embargo, al cabo de tres años se apasionó con la botánica y la conservación. Recibió una licenciatura en Ciencias en 1995 y fue empleado como botánico y responsable del herbario en el Centro de Formación e Investigación en Conservación Forestal (CEFRECOF), la cual establece relación con la Reserva Forestal de Ituri.
Ewango ha relatado su creciente interés por la naturaleza de la siguiente manera: "Congo, mi país, tiene el bosque más grande de África, tal vez la segunda más grande en el mundo. Nací en una zona boscosa y, cuando yo era niño asistí a mi tío, que era un cazador furtivo. Eso fue bueno, ya que creció mi pasión por la protección del bosque y las plantas. Cuando fui a la universidad, decidí que me gustaría hacer algo relacionado con la ecología vegetal, porque sentía que las plantas eran tan hermoso. Cuando estoy estudiando las plantas, me siento como que estoy hablando con algún tipo de vida sobrenatural, como yo estoy hablando con alguien que no habla ".

## Guerra Civil
Durante la guerra civil en la República Democrática del Congo, la cual duró desde 1996 a 2003, Ewango fue responsable del programa de botánica en la Reserva de Vida Silvestre de Okapi. En el transcurso de la guerra , los altos funcionarios huyeron de la reserva, hasta que Ewango fue el único restante. Se quedó allí durante todo el conflicto, escondiendo la colección rara de herbario de la reserva, sus computadoras, libros, registros y otros elementos en los árboles y también protegió a los animales y plantas de los vándalos, cazadores furtivos, mineros y madereros ilegales.
"Cuando la guerra estalló",  explicó Ewango, "mis colegas estaban saliendo del área, pero les dije: mi historia está aquí”. Me sentí como si fuera a dejarlo todo, dejando mi vida y mi trabajo - el trabajo que estaba haciendo, el cual estaba relacionado mi vida. Así que les dije: creo que me quedaré a cuidar el equipo de campo y ver lo que va a pasar con el herbario. Si yo me hubiera ido a alguna parte, yo no habría ido a mi tierra - mi patria está aquí. Prefiero morir aquí, prefiero que la gente sepa por lo que yo morí”.
Ewango arriesgó su vida al confrontar a los oficiales militares con las diversas actividades ilegales anti - ambientales, en las que los soldados estaban participando. "Yo amablemente les expliqué que estaban destruyendo todo, y les dije que al tener un área protegida se aumentaría la reputación del país", explicó más tarde. "A veces nos convertimos en amigos, pero a veces continuaban con sus actividades. Lo que no podía entender era por qué mataron a un elefante en el pueblo, muy cerca del zoo, yo estaba muy enojado. Les dije: ¿están bromeando?, ¿por qué tipo de liberación o democracia están luchando si ustedes no tienen ley, están destruyendo todo? Yo pensé: es como si estuvieran matando a su hijo para comérselo. Ellos vieron que yo estaba fuertemente comprometido y que yo hablaba en serio".
En un momento dado, Ewango se vio obligado a huir a la selva durante tres meses para salvar su vida. Con la ayuda de los lugareños, se las arregló para mantener a los catorce okapi vivos en el Ipulu Zoo, a pesar de los retos en tiempos de guerra; por otra parte, siguió haciendo descubrimientos como la identificación de no menos de 600 nuevas especies de árboles y 270 nuevas especies de lianas.
Ewango más tarde le dijo a la BBC: "yo tenía miedo, pero no tenía otra opción que no fuese la de proteger la reserva de los soldados que no sabían nada de la conservación". John Hart, de la Sociedad de Conservación de Vida Silvestre, afirmó que si nadie se hubiera ocupado de la reserva, no habría quedado nada.

## Educación Futura
Cuando la Guerra Civil terminó en 2002, la reserva se mantuvo intacta. En parte gracias a los esfuerzos de Ewango se dieron dos hechos importantes: un buen número de cazadores furtivos fueron detenidos o exiliados y la minería quedó prohibida en la reserva. En reconocimiento a su servicio, muchos de sus colegas internacionales insistieron para que Ewango continuara sus estudios. Como consecuencia de ello, en agosto de 2003 recibió una beca del Fondo Christiansen para estudiar en el Departamento de Biología de la Universidad de Misuri en San Luis (Estados Unidos), donde en 2006 obtuvo una maestría en botánica tropical.
El doctor Patrick Osborne, de la Universidad de Misuri, dijo que su departamento estaba emocionado de tener a Corneille en su equipo de postgrado. Añadió que es un excelente científico, dedicado a la conservación, y afirmó que muy pocas personas pueden presumir de haber puesto sus vidas en riesgo por la conservación.
Ewango más tarde asistió a la universidad de Wageningen, en los Países Bajos, donde se dedicó a la investigación de alrededor de 300 diferentes tipos de lianas, por lo cual obtuvo un doctorado en noviembre de 2010.

## Carrera después de la Guerra
Ewango es el director de la Reserva de Vida Silvestre de Okapi. También pertenece a un grupo que fue designado por la Unión Internacional para la Conservación de la Naturaleza para desarrollar un plan de gestión de los economistas para el Congo. Además ha trabajado en una publicación llamada “Flore d’Afrique Centrale” (Flora de África Central). El herbario, construido en la Reserva de Fauna Okapi, se ha convertido en un escenario para la formación y la investigación en botánica y conservación tropical.

## Otras Actividades Profesionales
Ewango presentó una conferencia en TED en 2007.

## Honores y premios
Ewango recibió el Premio Ambiental Goldman 2005 en una ceremonia celebrada en el War Memorial Opera House, en San Francisco, el 18 de abril de 2005. Este premio, el más importante del mundo para ambientalistas de base, fue fundado por Richard N. Goldman y Rhoda H. Goldman en 1989, y se presenta anualmente a héroes ambientales de cada una de estas seis regiones: África, Asia, Europa, Naciones Insulares, América del Norte y América Central y del Sur. Al ganar el Premio Goldman, Ewango le dijo a la BBC, a propósito de sus esfuerzos por salvar la reserva: “es mi contribución al avance de la ciencia. Incluso si muero, sería feliz”.
Después de recibir el premio, se le preguntó a Ewango qué haría con el dinero, a lo que respondió: “a pesar de que mi país tiene el bosque más grande de África, es uno de los menos conocidos; no tenemos tanta investigación en botánica en el Congo, excepto lo que estamos haciendo. Espero construir un nuevo herbario para la flora de áreas protegidas; creo que este premio es una oportunidad para terminar ese herbario. Durante mucho tiempo hemos estado trabajando en las sombras, pero ahora lo vemos salir a la luz". 
En 2011, Ewango ganó el premio Future for Nature, que reconoce los destacados esfuerzos internacionales de protección de especies e incluye un premio de 50.000 euros. El premio fue entregado en la Conferencia de la Fundación Future for Nature en el Burgers' Zoo de Arnhem (Países Bajos), el 5 de abril de 2011. El profesor Frans Bongers, de la Universidad de Wageningen, aceptó el premio en nombre de Ewango, quien por “razones administrativas” no pudo obtener una visa para entrar en los Países Bajos.